# Simone Klages
Simone Klages (* 20. Juni 1956 in Hamburg-Harburg) ist eine deutsche Kinderbuchautorin und -illustratorin.

## Leben
Simone Klages studierte in Hamburg Grafik-Design. Sie ist Kinderbuchillustratorin, Kinderbuchautorin und Stempelschnitzerin und lebt als freischaffende Künstlerin in Hamburg-Ottensen.

## Bibliographie

### Kinder- und Jugendliteratur
- Ein Fall für Nummer 28. Mit Bildern von Regina Kehn. Deutscher Taschenbuch Verein, 2009. ISBN 978-3423713405
- Nummer 28 greift ein. Mit Bildern von Regina Kehn. Deutscher Taschenbuch Verein, 2009. ISBN 978-3423713597
- Notruf für Nummer 28. Mit Bildern von Regina Kehn. Deutscher Taschenbuch Verein, 2011. ISBN 978-3423714426

#### Text und Illustration
- Es war einmal ein kleines Mädchen
- Der Vogel rennt, die Sonne brennt
- Post für Billie
- Rosies Entführung. Das Stempelbuch mit dem ersten und einzigen Radiergummikrimi
- Mali & Hamster

#### Serien
Die Detektive von Cismar
- …und die geklauten Köpfe
- ... und der Bankraub
- ... und das dritte Tattoo
- ... und die geheimen E-Mails

Benni & die Najas
- Henni oder Ich bin doch nicht die Hildegard Knef
- Der geheimnisvolle Kürbiskopf
- Taschis erster Schultag

Ede
- Ede und die fiesen Fünf
- Ede und der Weihnachtsriese

Emil
- Mein Freund Emil
- Die Entführung oder Emil kehrt zurück
- Mensch, Emil!
- Emil, Billie & Katjenka

### Buchillustrationen
- Ferdinand Möller [Hrsg.]: Proverbi italiani. dtv zweisprachig : Texte für Einsteiger. Deutscher Taschenbuch Verlag, München 2011 ISBN 978-3-423-09496-2

#### Kinder- und Jugendbuchillustrationen
- Martin Auer: Bimbo und sein Vogel
- Martin Auer: Von Pechvögeln und Unglücksraben
- Martin Auer: Und wir flogen tausend Jahre
- Martin Auer: Der blaue Junge
- Martin Auer: Als Viktoria allein zu Hause war
- Dorothee Dengel [Hrsg.]: Von Dir und mir. Deutscher Taschenbuch Verlag, München 1997 ISBN 3-423-70453-5
- Achim Bröger: Oma und ich

## Auszeichnungen
- 2005 (Sommer) Kinder- und Jugendbuchliste Saarländischer Rundfunk & Radio Bremen: Der geheimnisvolle Kürbiskopf
- 2002 Auszeichnung der Stiftung Buchkunst DIE SCHÖNSTEN DEUTSCHEN BÜCHER: Die Detektive von Cismar
- 2002 Buch des Monats der Deutschen Akademie für Kinder- und Jugendliteratur e.V. in Volkach (8/2002): Die Detektive von Cismar
- 2002 In der Rubrik Fällt aus dem Rahmen Eselsohr (8/2002): Die Detektive von Cismar
- 1999 Literaturstipendium des Landes Schleswig-Holstein, Kloster Cismar
- 1998 (Frühjahr) Kinder- und Jugendbuchliste des Saarländischen Rundfunks, WDR & Radio Bremen: Rosies Entführung
- 1998 Der Leselotse: Empfehlungsliste des BuchJournal (2/1998): Rosies Entführung
- 1998 Stipendium des Heinrich-Heine-Hauses der Stadt Lüneburg
- 1996 Schweizer Kinderliteraturpreis der Berner Jugendschriften-Kommission: Die Entführung oder Emil kehrt zurück
- 1994 Österreichischer Kinder- und Jugendbuchpreis: Als Viktoria allein zu Hause war
- 1994–1995 Literaturstipendium des Landes Schleswig-Holstein im Künstlerhaus Lauenburg,  Elbe
- 1992 Gustav-Heinemann-Friedenspreis/Auswahlliste: Der blaue Junge
- 1992 Stipendium für Kinder- und Jugendliteratur der Stiftung Preußische Seehandlung, Berlin
- 1990 Kinderbuchpreis des Landes Nordrhein-Westfalen: Bimbo und sein Vogel
- 1990 Ehrenliste des International Board on Books for Young People (IBBY-Ehrenliste): Bimbo und sein Vogel
- 1990 Zürcher Kinderbuchpreis la vache qui lit/Auswahlliste: Mein Freund Emil
- 1990 Bulletin Jugend & Literatur: Die Eule des Monats: Mein Freund Emil
- 1989 Deutscher Jugendliteraturpreis/Auswahlliste: Bimbo und sein Vogel
- 1984–1985 Auslandsstipendium des Deutschen Akademischen Austauschdienstes (DAAD)